# Маурицијски креолски
Маурицијски креолски је креолски језик или дијалект са Маурицијуса. Скоро све речи овог језика потичу из француског језика, док остале речи долазе из енглеског, португалског, и хинди језика. 
Тај језик је lingua franca земље у којој је стандардни француски широко распрострањен. Француски језик доминира у парламенту, судовима и академским институцијама, док је креолски распрострањен као говорни језик. 
Креолски није стандардизован и као такав нема речник. Једноставнији је од француског и зато је његова употреба у сталном порасту. 
Маурицијски креолски је сличан француском по изговору, али има неке битне разлике. Креолски нема неке самогласнике који постоје у француском. 
На пример, manger (јести) се на креолском пише manzer, а изговара као француска реч, осим што се глас ж изговара као з. Дубоко u, које се користи у француским речима un и deux, се у креолском изговара као en и de.